# Le Palais des miroirs

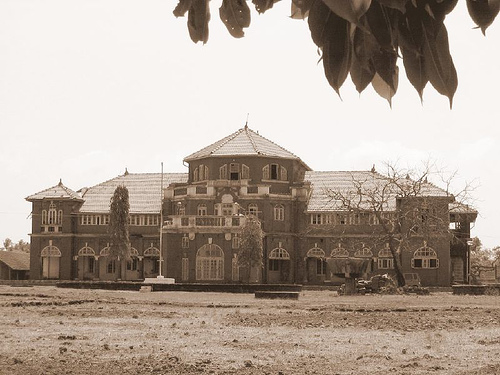
Palais de Thibaw, résidence du roi birman exilé à Ratnagiri

Le Palais des miroirs (The Glass Palace) est un roman en anglais d'Amitav Ghosh paru en 2000. Son titre original est une allusion à la Chronique du Palais de cristal des Rois de Birmanie (en anglais The Glass Palace Chronicle) : L'ouvrage s'ouvre en effet par l'exil forcé des derniers souverains birmans vers l'Inde en 1885 ; trajet qui répond à celui des ouvriers agricoles indiens, venus trimer dans les plantations de caoutchouc britanniques de l'actuel Myanmar.
Le Palais des miroirs a été sélectionné en 2001 pour le Grand Prix littéraire du Commonwealth, mais Amitav Ghosh a préféré le retirer de la compétition, pour protester contre la "vision impériale de l'histoire" véhiculée par cette institution.

## Édition en français
- Le Palais des miroirs, Amitav Ghosh, Éditions du Seuil, Paris, 2002.